# Agência Executiva para a Investigação
A Agência Executiva para a Investigação (sigla: REA), é um organismo da União Europeia criada em Dezembro de 2007, que tem a sua sede em Bruxelas, na Bélgica. Dotada de um orçamento de 6500 milhões de euros, iniciou as suas actividades em 2008, devendo funcionar de modo plenamente independente em 2009. A Agência responde perante as Direcções-Gerais da Investigação, das Empresas, da Sociedade da Informação e Media e da Energia e Transportes.
A avaliação de propostas e a gestão de projectos são duas actividades fundamentais que beneficiam do apoio concedido na área da investigação. A Agência assegura a avaliação e gestão de uma grande parte do actual programa-quadro de investigação (7.º PQ). Com o aumento dos recursos consagrados a este sector, o programa-quadro prevê que sejam afectadas mais estruturas e serviços a estas duas actividadesa fim de melhorar o apoio prestado à comunidade de investigadores.

## Funções
A Agência:
- assegura a gestão das bolsas e prémios Marie-Curie;
- assegura a gestão das convenções específicas de subvenção da investigação em favor das pequenas e médias empresas;
- assegura a gestão de projectos com vários parceiros no domínio da investigação espacial;
- assegura a gestão de projectos com vários parceiros no domínio da investigação sobre a segurança;
- efectua o serviço de recepção e avaliação de propostas (no edifício Covent Garden, situado no centro de Bruxelas);
- constitui o ponto único de atendimento (one-stop shop) dos pedidos de informação relativos ao 7.º PQ;
- constitui o serviço único de registo dos parceiros interessados tendo em vista reduzir a carga administrativa relacionada com a gestão dos projectos.